# ديف كرايغ
ديف كرايغ (بالإنجليزية: David Craig)‏ هو سياسي أمريكي، ولد في 16 مارس 1979 في وكيشا في الولايات المتحدة. حزبياً، نشط في الحزب الجمهوري. وقد انتخب عضو جمعية ولاية ويسكونسن.

## وصلات خارجية
- الموقع الرسمي